# Dramático AC
Dramático AC was een Braziliaanse voetbalclub uit Rio de Janeiro.

## Geschiedenis
De club kwam tot stand op 19 juni 1917 als Ypiranga Football Club door een fusie tussen Smart Athletic Club, opgericht op 22 juli 1915 en White & Black Football Club, opgericht op 4 juli 1911. De club hield de oprichtingsdatum van Smart aan als oprichtingsdatum van Ypiranga. De club nam ook de plaats van Smart over in de Terceira Divisão van het Campeonato Carioca. De club speelde daar tot 1920 en ging dan in de Segunda Divisão spelen. In 1921 verhuisde de club van de wijk Centro naar de wijk Cascadura.
Na drie seizoenen in de tweede klasse trok de club zich terug uit de competitie. In 1926 werd de naam Dramático aangenomen.